# Zlatý slavík
Zlatý slavík (słow. Zlatý slávik, pol. Złoty Słowik) – czechosłowacki plebiscyt muzyczny organizowany przez czasopismo „Mladý svět” w latach 1962–1991.
W 1996 r. nagrody zostały wznowione pod nazwą „Český slavík”.